# Tangeln
Tangeln este o comună din landul Saxonia-Anhalt, Germania.